# 安德森 (德克薩斯州)
安德森（英語：Anderson）是一個位於美國德克薩斯州格賴姆斯縣的城市。根據2010年美國人口普查，該地共人口222人，而該地的面積約為1.30平方千米。同時該地也是格賴姆斯縣的縣治。

## 地理
安德森的座標為30°29′13″N 95°59′16″W / 30.48694°N 95.98778°W，而該地的平均海拔高度為105米（即344英尺）。